# Mizerabilii (roman)
Mizerabilii (în franceză Les Misérables) este un roman scris de Victor Hugo, finalizat în 1862, în perioada în care autorul se afla în exil. Mizerabilii este considerat drept una dintre capodoperele umanității, precum și o adevărată frescă socială, denunțând, printre alte, puritanismul ipocrit al societății secolului al XIX-lea.

## Rezumat

### Volumul I (Fantine)

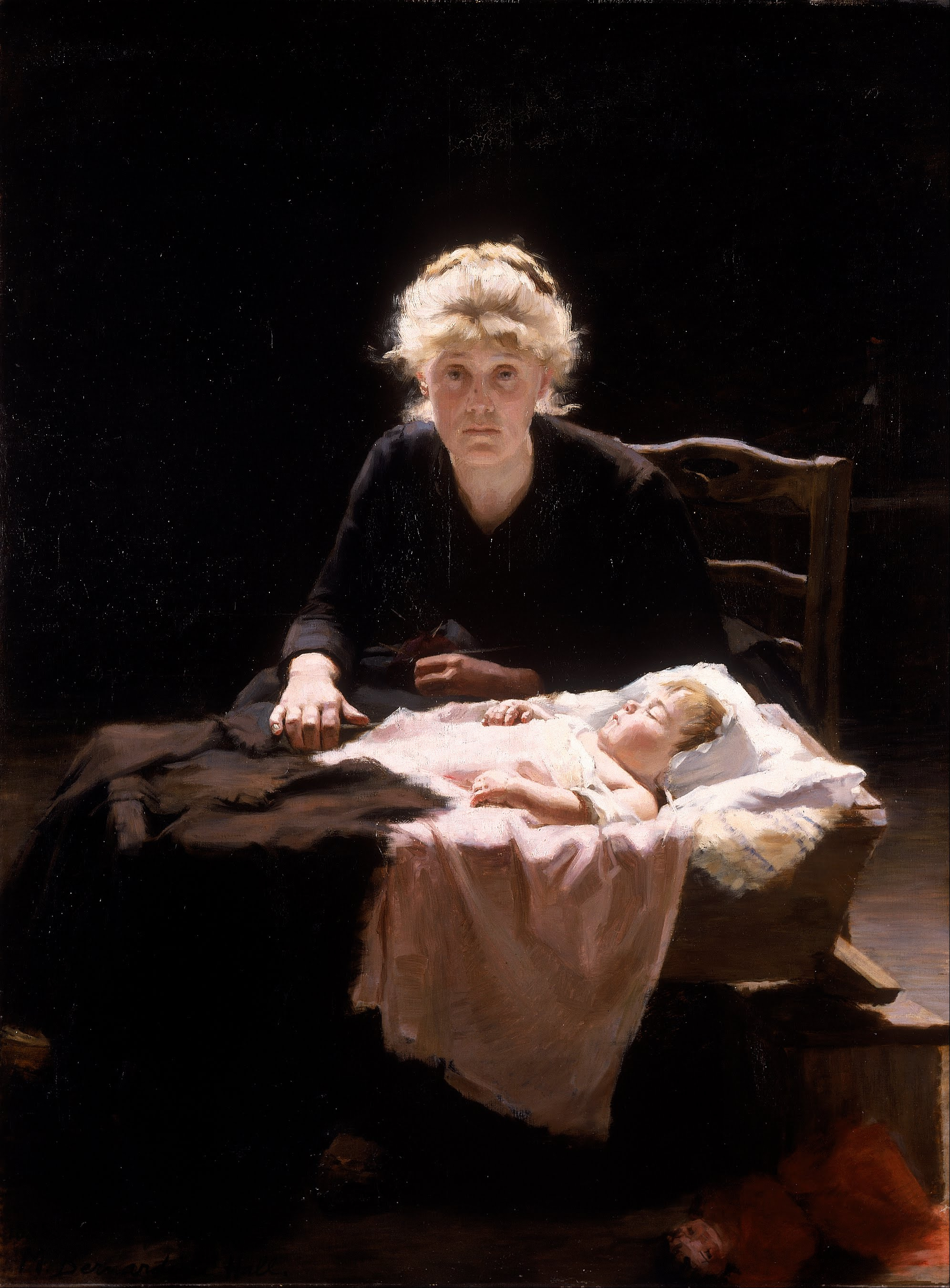
Fantine de Margaret Bernadine Hall

Domnul Myriel, devenit episcopul Bienvenu, care locuiește la Digne împreună cu sora sa, Baptistine, are ocazia de a se întâlni cu un ocnaș evadat, ce îi bate la ușă pentru a-i cere mâncare și adăpost. Fiind un om nespus de bun, de milostiv, ce își dădea mai toți banii săracilor și care nu putea refuza prilejul de a face o faptă bună, îl primește, spre marea uimire a ocnașului, care fusese refuzat de toată lumea.
Știind bine că este un evadat căutat de poliție, episcopul îl cazează într-o cameră de unde ocnașul, pe nume Jean Valjean, fuge furând argintăria casei. Este prins de jandarmi și adus în fața domnului Bienvenu, care îl declară nevinovat și îi dăruiește și două sfeșnice de argint. Jean Valjean pleacă și se întâlnește pe drum cu micuțul Gervais, căruia îi fură moneda de doi franci, neascultându-i rugămințile stăruitoare de a i-o înapoia.
Ajuns la Montreuil-sur-Mer, și schimbat treptat de bunătatea pe care episcopul i-o arătase, fostul ocnaș își ia numele de  Madeleine și începe o mică afacere în domeniul industriei mărgelăriei folosind tehnici învățate la ocnă. Afacerea prosperă și ajunge una profitabilă. În scurt timp, orașul Montreuil-sur-Mer renaște datorită domnului Madeleine. El devine binefăcătorul ținutului: dă de lucru șomerilor, îi ajută pe săraci și pe bolnavi; este numit primarul orașului, după ce refuză de mai multe ori.
Un vigilent inspector de poliție, numit Javert, asistă la episodul în care primarul îl salvează pe moș Fauchelevent, dând dovadă de o forță fizică nemaiîntâlnită, aproape supranaturală. Își dă repede seama că Madeleine nu este nimeni altul decât ocnașul Jean Valjean, vestit pentru forța sa.
Acesta se întâlnește la sediul poliției cu Fantine, o fostă lucrătoare de la fabrică, ajunsă pe drumuri și nevoită să facă fapte josnice pentru a-și întreține fetița. El dă poruncă să fie eliberată și atrage astfel și mai mult suspiciunile lui Javert asupra lui. Fantine este internată și îngrijită de o măicuță pe nume Simplice. Domnul Madeleine o vizitează pe nefericită aproape zilnic și începe să-i cunoască nevoile. Fetița acesteia, pe nume Cosette, este crescută de ticăloșii soți Thenardier, care îi cereau bani în fiecare lună pentru ca micuța fetiță să fie o servitoare și să mănânce resturile de mâncare de pe jos.
Primarul, înduioșat de starea Fantinei, care era pe moarte, hotărăște să plece la Montfermeil, satul în care se afla cârciuma lui Thenardier, pentru a o înapoia pe Cosette. Madeleine este prins de Javert, care îl urmărea de foarte mult timp. Fantine moare, reușind să obțină promisiunea primarului că va avea grijă de fetița sa.

### Volumul II (Cosette)

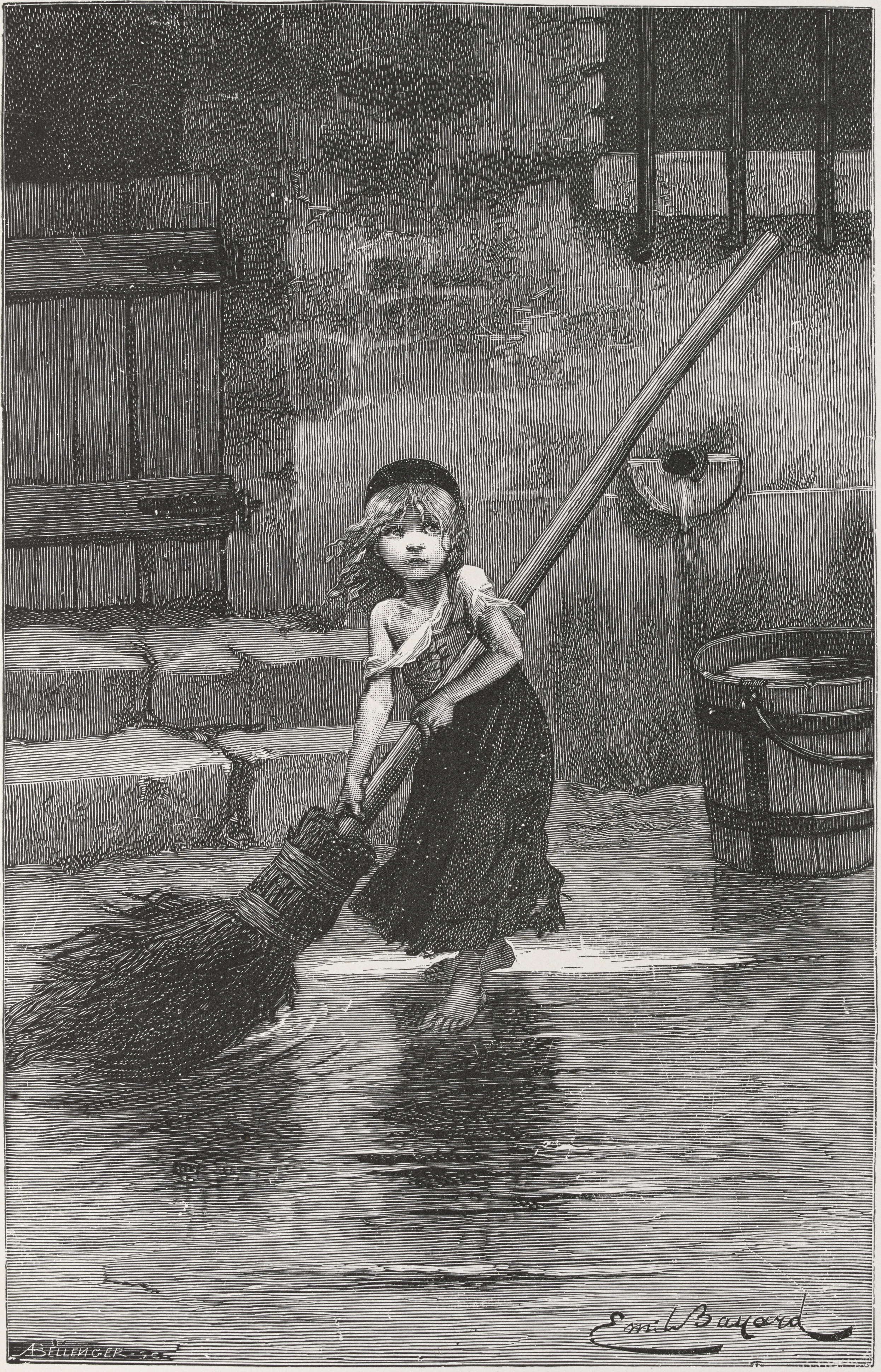
Cosette de Emile Bayard, din ediția originală a romanului (1862)

Jean Valjean scapă din închisoare de două ori: prima dată scapă din mâinile lui Javert, iar a doua oară de la ocnă, printr-o întâmplare misterioasă. Salvează viața unui marinar de pe un vas dar „moare” chiar el. De fapt se aruncă în mare și este crezut mort. Se duce la Montfermeil, după ce își ia, de la domnul Lafitte, banii pe care îi deținea sub numele de Madeleine și o cumpără pe Cosette de la nemiloșii hangii.
Se mută la Paris, în hardughia Gorbeau, de unde este nevoit să plece din cauza lui Javert, care îl urmărește din nou. Scapă de el și se duce împreună cu Cosette, pe care o îndrăgea acum enorm, la mănăstirea Petit-Picpus. Acolo îl întâlnește pe grădinarul moș Fauchelevent, care îl ajută să se stabilească la mănăstire.

### Volumul III (Marius)
La Paris, în strada Filles-du-Calvaire nr. 6, locuiește un burghez pe nume Gillenormand, în vârstă de nouăzeci de ani, împreună cu fiica sa și cu nepotul său, Marius. Băiețelul acesta, care fusese separat de tatăl său din cauza bunicului, primește, într-o zi, o scrisoare care îl anunță că tatăl pe care nu îl cunoaște este pe moarte. El se duce la fostul colonel demn de tot respectul pentru curajul dovedit în luptele duse pentru patria sa, neștiind nimic despre trecutul său glorios și neiubindu-l deloc.
Tatăl lui Marius moare, iar băiatul își dă seama de iubirea pe care i-o datora acestuia datorită discuției miraculoase pe care o are cu domnul Mabeuf. Supărat pe bunicul său, pleacă de acasă și se stabilește în hardughia Gorbeau, vechea locuința a lui Jean Valjean. Se împrietenește cu membrii grupului A.B.C.: Enjolras, Combeferre, Jean Prouvaire, Feuilly, Courfeyrac, Bahorel, Laigle, Joly și Grantaire, dar nu intră în grupul lor ce luptă pentru înfăptuirea revoluției.
Se întâlnește cu o fată ce se plimba mereu pe aleile grădinii Luxembourg, însoțită de un bătrân, poreclit Leblanc. Marius se îndrăgostește de această fată și face dese plimbări prin Luxembourg doar pentru a o zări o clipă. Ea nu este nimeni alta decât Cosette, ieșită din mănăstire, și bătrânul nu este nimeni altul decât Jean Valjean. Acesta observă comportamentul ciudat al lui Marius și stabilește să nu se mai plimbe prin acea grădina. Asta înseamnă pentru Marius o lovitură teribilă: pierderea Ursulei sale, căci el așa credea că o cheamă.
Câteva luni este disperat, dar se ivește un prilej de a o revedea pe Cosette și de a-i salva viața bătrânului Leblanc. Într-o zi, în camera alăturată lui din hardughia Gorbeau, vecinii Jondrette îi au ca musafiri chiar pe Cosette și pe tatăl său. Acești vecini trimit tuturor scrisori pe nume false, cerând, sub diferite pretexte, bani celor milostivi. Noile lor victime sunt chiar persoanele atât de dragi lui Marius, care poate urmări întâlnirea printr-o gaură ce face legătură între camera sa și cea a familiei Jondrette. Aceasta este, de fapt, familia Thenardier, a cărei cârciumă dăduse faliment. Recunoscându-l pe Jean Valjean, stăpânul casei plănuiește asasinarea lui, angajând niște criminali din banda Patron-Minette. Îi dă întâlnire în acea seară, iar victima vine, vrând să ajute un sărac să-și plătească chiria. Marius anunța poliția și, astfel, Javert este nevoit să îi salveze viața celui pe care îl urmărise atât de mult timp pentru a-l aresta. Tânărul primește pistoale pentru a anunța poliția de sosirea momentului critic, dar este pus într-o situație dificilă. Trebuie să-l dea pe mâna poliției pe cel care i-a salvat viața tatălui său – Thenardier (de fapt, acesta îl scosese dintr-o groapă de cadavre pentru a-l jefui) – sau să-l lase să moară pe tatăl fetei pe care o iubea din tot sufletul – Jean Valjean. Până la urmă, nu face nimic și lasă totul în seama lui Javert, care îi salvează viața fostului ocnaș, Jean Valjean. Acesta scapă neobservat și își schimbă locuința pentru a nu fi descoperit de nimeni.

### Volumul IV (Idila din strada Plumet și epopeea din strada Saint-Denis)
După ce Jean Valjean și Cosette se mută în strada Plumet, Eponine, una din cele doua fiice a lui Thenardier, află adresa fetei și i-o dă lui Marius, în ciuda faptului că această oropsită a sorții îl iubea din adâncul sufletului. Marius se întâlnește cu Cosette în strada Plumet, care este, de acum înainte, gazda unei povești de dragoste.
Jean Valjean hotărăște să plece la Londra din cauza bilețelului de la Eponine care îl îndemna să facă acest lucru, iar Marius este din nou în situația de a o pierde pe Cosette. Se duce la bunicul său, Gillenormand, pentru a-i cere sprijinul, dar acesta îl refuză.
Dezamăgit de reacția bătrânului și având în față o răscoala gata să izbucnească, hotărăște să se ducă în luptă pentru a muri. Astfel, se alătură prietenilor lui, membri ai grupului A.B.C., în lupta de la baricade, condusă de Enjolras. Gavroche, fiul lui Thenardier, dar mai mult crescut pe stradă, participă și el la răscoală. Este însărcinat de Marius să-i trimită un bilet lui Cosette, care ajunge în mâinile lui Jean Valjean.
În iunie 1832, membrii grupului A.B.C., împreună cu voluntarii adunați de pe străzi, construiesc o baricadă în strada Chanvrerie. Marius, care trebuie să-și respecte promisiunea făcută lui Cosette, Gavroche, Javert, prins ca spion, și Jean Valjean, care primise biletul de adio al lui Marius pentru fiica sa, se aflau și ei la baricada condusă cu multă pricepere, curaj și patriotism de Enjolras. Iubitul lui Cosette, încercând să-și dea viața pentru înfăptuirea răscoalei, salvează baricada de primul atac al soldaților, urcându-se în vârful ei cu un butoi de praf de pușcă și amenințând că va arunca totul în aer în cazul în care inamicii nu se retrag. Astfel, Marius ajunge un al doilea conducător, alături de Enjolras.

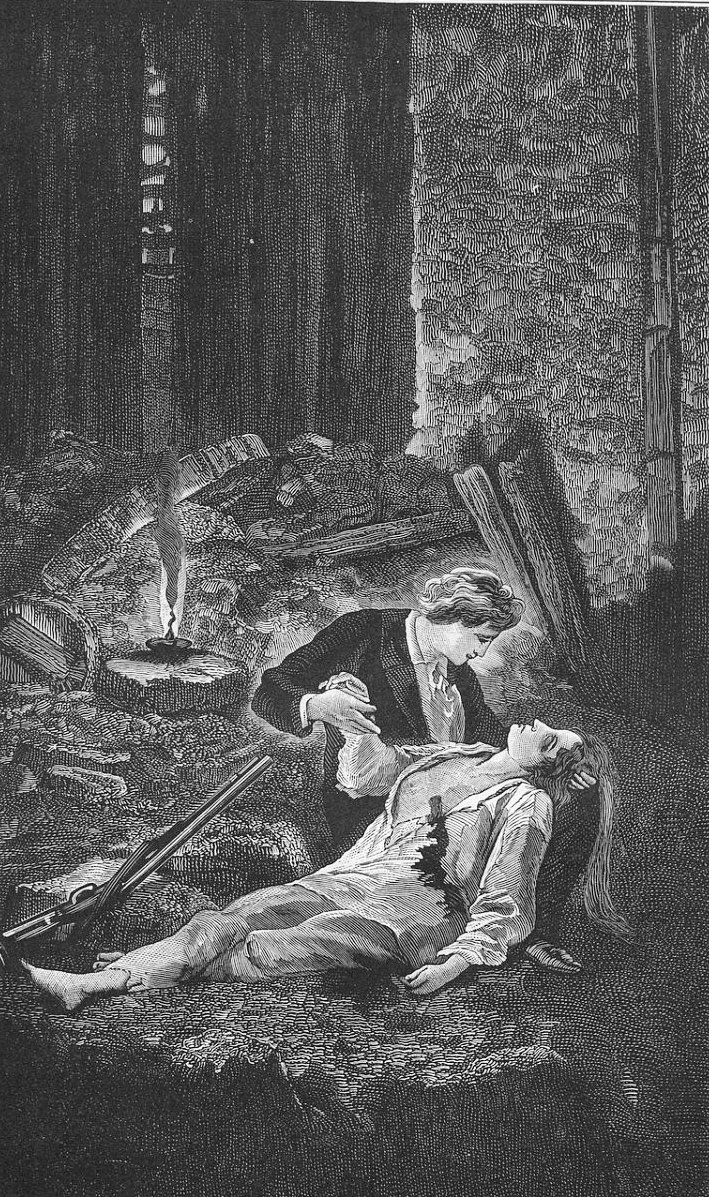
Éponine moare în brațele lui Marius. (ilustrație de Fortuné Méaulle)

### Volumul V (Jean Valjean)
Dându-și seama că la venirea zorilor vor muri cu toții, răsculații hotărăsc să salveze câțiva oameni, îmbrăcându-i în uniformele gărzii naționale, iar Jean Valjean își dă uniforma pentru a salva viața unui necunoscut. El le este de mare folos tinerilor răsculați, dar încearcă pe cât posibil să nu omoare pe nimeni. Gavroche își dă viața într-un mod admirabil aducând baricadei prețioasele gloanțe de care are atâta nevoie.
Printr-o întâmplare extraordinară, Jean Valjean îi salvează viața lui Javert, omul care îi pricinuise atâtea necazuri. Acesta este prins ca spion în baricadă, iar lui Jean Valjean îi revine sarcina de a-l executa. El, însă, îi dă drumul, spunându-i adresa sa pentru ca mai târziu să-l poată aresta.
Între timp, minunații tineri, membri ai grupului A.B.C., sunt omorâți unul câte unul. Această regulă nu îi ocolește nici pe ceilalți răsculați. Aceștia hotărăsc să se adăpostească într-o cârciumă din apropiere. Enjolras ajută la adăpostirea celor rămași în viață stând cu pușca lui în mână în fața unui întreg regiment.
Până la urmă, în viață nu rămân decât Jean Valjean și Marius, care rămăseseră în spatele cârciumii, curajosul Enjolras, privind moartea mândru și dârz, și Grantaire, care adormise în timpul luptei din cauza beției. Acest băiat, mai tot timpul beat și ușuratic, ce fusese primit din milă de Enjolras în grupul condus de el, se trezește și are onoarea să moară alături de acel înger neînfricat ce își dă viața pentru patrie fără să șovăie.
Jean Valjean îl salvează de la moarte pe acela pe care îl ura și îl făcea responsabil de despărțirea dintre el și Cosette: pe Marius. Mergând prin canalele Parisului, pe întunericul înfricoșător de acolo și prin mizeria de nedescris, și riscându-și viața în nisip mișcător, reușește să ajungă la o ieșire ținând în brațe trupul poate neînsuflețit al lui Marius. Acolo se întâlnește cu Thenardier, care nu îl recunoaște.
În schimbul a treizeci de franci, el îi ajută pe cei doi să iasă din canal, dar pentru Jean Valjean se ivește o altă piedică: Javert. Acesta vrea să-l aresteze pe fostul ocnaș, dar mai întâi îl duce pe Marius acasă la bunicul său. Ajuns în fața casei acestuia, îi permite să intre în ea, Javert așteptând afară. Când Jean Valjean iese din casă pentru a fi dus la un sediu de poliție, nu îl mai găsește pe inspector. Acesta își dă seama că face rău arestându-l pe cel care îi salvase viața, chiar dacă el este un fost ocnaș, dar face rău și neîmplinindu-și datoria față de justiție. Înnebunit, el se sinucide, aruncându-se în Sena.
Marius este vindecat datorită îngrijirii speciale pe care i-o dă bunicul. Acesta, pentru fericirea nepotului său, vorbește cu domnul Fauchelevent, adică Jean Valjean, și îl invită pe el și pe Cosette în casa lui. Marius se vindecă de tot și se căsătorește cu iubita sa, Cosette. Dar tatăl ei refuză să locuiască împreună cu tinerii căsătoriți, deoarece ar face un mare păcat mințindu-i și ascunzându-și identitatea. Urmează o perioadă grea pentru eroul principal al acestei cărți: îi spune adevărul despre trecutul său lui Marius, care începe să-l îndepărteze de Cosette, se întâlnește cu ea în fiecare seară, dar, fiind foarte distanți unul față de altul, ajunge, până la urmă, să nu o mai vadă deloc și se izolează în camera sa, așteptându-și sfârșitul.
Thenardier se duce la Marius pentru a-i vinde niște secrete despre Jean Valjean în schimbul unei sume de bani și, astfel, Marius află cine l-a salvat de la moarte la baricade, că Jean Valjean nu este vinovat decât de furtul unei pâini pentru care a făcut nouăsprezece ani de închisoare. El o ia pe Cosette și se duc la tatăl ei, care este pe moarte. Jean Valjean, avându-i alături pe tinerii săi copii, Marius și Cosette, pe care îi iubea atât de mult, având alături lucrurile dragi lui: sfeșnicele episcopului, îmbrăcămintea fetiței sale de când era copil și cufărașul în care le purta și imaginându-și-l prezent și pe episcopul său drag, își dă sufletul în deplină pace și fericire.
Pe mormântul pe care i-l fac copiii săi, sunt scrise următoarele versuri:
„Azi doarme. Deși traiul i-a fost prea chinuit,
Trăia. Când al său înger plecă, el a murit.
Această întâmplare s-a petrecut firește
Așa cum vine noaptea când ziua se sfârșește.”

## Personaje principale
- Jean Valjean, un fost condamnat și tatăl adoptiv al lui Cosette. Își petrece toată viața în căutarea iertării și ajută oameni aflați în situații dificile.
- Cosette, fiica lui Fantine, și fiica adoptivă a lui Valjean. După o copilărie dificilă, devine o tânără iubitoare și curajoasă.
- Javert, un inspector de poliție care este un apărător strict al legii și ordinii. Încearcă să-l prindă pe Valjean, dar în cele din urmă, sistemul său de credințe este zdruncinat.
- Fantine, mama lui Cosette, o femeie săracă care își sacrifică viața pentru fiica ei. Devine victima cruzimii societății.
- Marius Pontmercy, fiul unui ofițer care l-a susținut pe Napoleon și iubitul lui Cosette. Trecând printr-o criză de identitate, se descoperă pe sine și luptă pe baricade.
- Episcopul Myriel, un episcop plin de compasiune care îl salvează pe Valjean și îi schimbă viața.
- Familia Thénardier, o familie crudă și lacomă după bani care o abuzează pe Cosette. În special, tatăl Thénardier are legături cu lumea interlopă.
- Éponine, fiica familiei Thénardier, care găsește o oarecare mântuire prin dragostea ei pentru Marius.
- Gavroche, fiul familiei Thénardier, un băiat curajos și fericit care crește pe străzi.[2]

## Tema
Mizerabilii este, în primul rând, un roman  social care pune accentul pe problemele oamenilor care trăiesc în sărăcie, a năpăstuiților sorții, a decăderii femeii și nefericirii copilului.Sensul înalt uman  al operei stă în patosul urii și revoltei contra răutății, iar pe de altă parte în înțelegerea, mila, simpatia față de învinșii vieții. Ideea de bază a operei este exprimată de autor în prefață: „Atât timp cât cele trei probleme ale secolului: degradarea omului din cauza șomajului, decăderea femeii din cauza foamei, atrofia copilului din cauza mizeriei, nu vor fi rezolvate (...) atâta vreme cât va exista ignoranța și mizeria, cărțile de felul acesta nu vor fi de prisos”.

## Ecranizări
De la publicarea romanului, în 1862, acesta a cunoscut mai multe ecranizări:  
- 1937,  Les Miserables în regia lui Raymond Bernard, protagoniști fiind actorii Harry Baur, Charles Vanel, Florelle, Josseline Gael
- 1958,  Les Miserables, film regizat de Jean-Paul Le Chanois, rolul fostului ocnaș Jean Valjean este interpretat aici de Jean Gabin.
- 1978, Les Miserables, film regizat lui Glenn Jordan, din distribuie făcând parte Richard Jordan, Anthony Perkins, Jean-Claude Dauph
- 1995, Les Misérables, film regizat de Claude Lelouch, din distribuție făcând parte actorii Jean-Paul Belmondo, Annie Girardot.
- 1998, Les Misérables, în regia lui Bille August, cu actorii Liam Neeson, Geoffrey Rush
- 2000, Les Misérables în regia lui Josée Dayan. Cu: Gérard Depardieu, John Malkovich, Virginie Ledoyen, Charlotte Gainsbourg,     Asia Argento
- 2012, Les Misérables, în regia lui Tom Hooper. Cu: Anne Hathaway, Hugh Jackman, Russell Crowe, Amanda Seyfried.[5]

## Traduceri în limba română
- 1962-1864, Dimitrie Bolintineanu, A. Zanne, M. Costiescu
- 1935, Ion Pas, Lucia Demetrius, Tudor Moinescu
- 1954-1955, traducere realizată la Editura de Stat pentru Literatură și Artă.[3]

- Hugo, Victor (1971) [1862]. Mizerabilii. Tradus de Lucia Demetrius și Tudor Mănescu (ed. a III-a). București: Editura Minerva (Colecția BPT).

## Legături externe
- Mizerabilii - Victor Hugo Arhivat în 6 octombrie 2008, la Wayback Machine.
- Cum a scris Hugo „Mizerabilii“, 17 februarie 2012, Nicolae Manolescu, Adevărul